# 40a cerimònia dels Premis César
La 40a cerimònia dels Premis César — també coneguts com Nuit des César — que premiava les pel·lícules estrenades el 2014, va tenir lloc el 20 i 21 de febrer de 2015 al Théâtre du Châtelet.

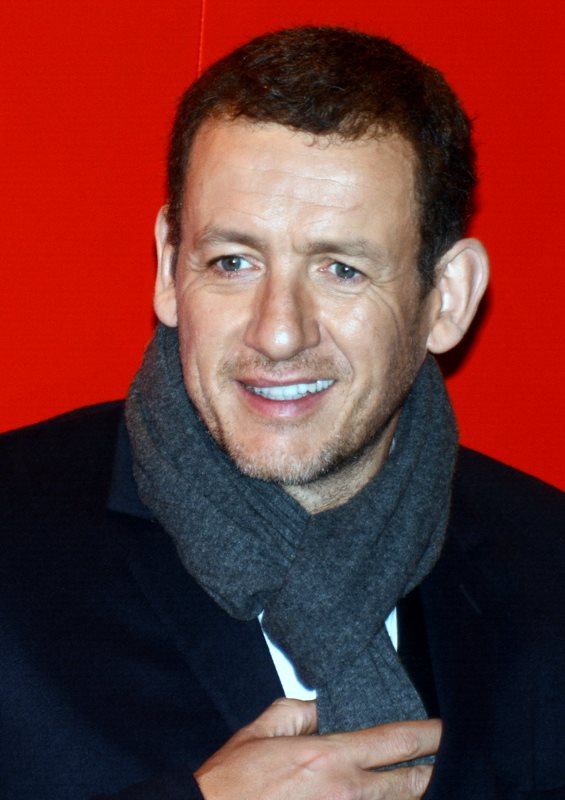
Dany Boon, president de la cerimònia.

La cerimònia fou presidida per Dany Boon i presentada per Édouard Baer.

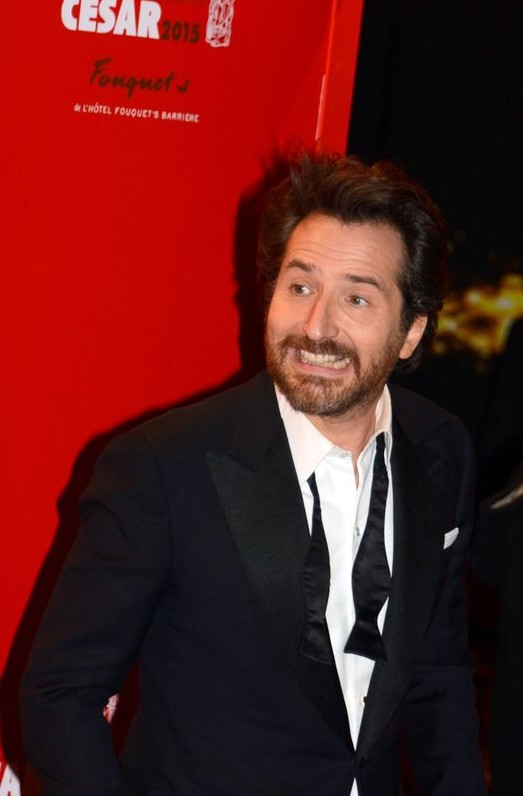
Édouard Baer, mestre de cerimònies.

Aquesta edició es va retransmetre en directe i sense xifrar a Canal+. La cerimònia va ser seguit per 2.3 milions d'espectadors. Això correspon al 13,6% de l'audiència.

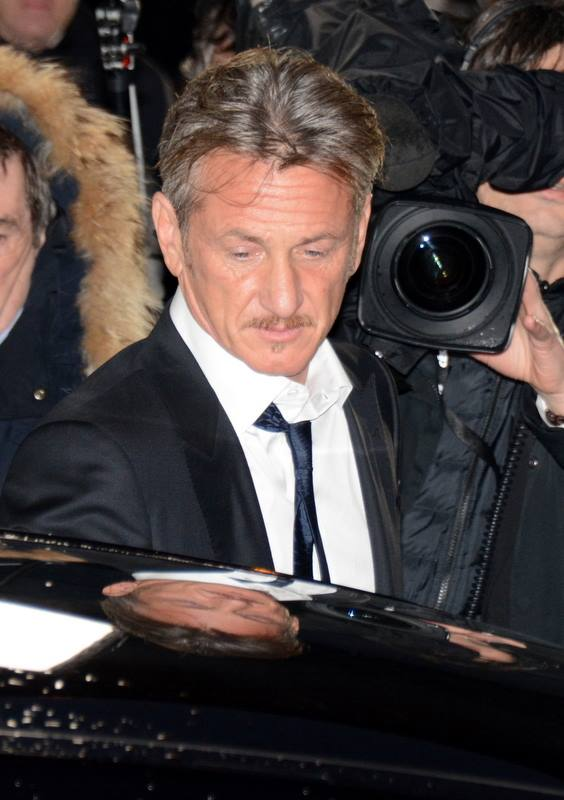
Sean Penn César d'honor.

L'actor Laurent Lafitte que originalment havia de presentar la cerimònia finalment va rebutjar la invitació per "un problema de programació"; al mateix temps va estar al plató de la pel·lícula Elle de Paul Verhoeven.
Les nominacions van ser anunciades el 28 de gener de 2015 per Édouard Baer i el president de l'Acadèmia Alain Terzian. Saint Laurent va rser la pel·lícula amb més nominacions (deu), seguida de Les Combattants amb nou nominacions.

## Presentadors i ponents
Les persones següents, enumerades per ordre d'aparició, van lliurar els premis a la cerimònia.
| Nom(s)                                | Paper                                                                                     |
| ------------------------------------- | ----------------------------------------------------------------------------------------- |
| Cécile de France i Cédric Klapisch    | Presentadors del premi al Actriu revelació                                                |
| Alex Lutz i Stéphane De Groodt        | Presentadors dels premis a la Millor Fotografia i al Millor So                            |
| Zabou Breitman i Pierre Deladonchamps | Presentadors del premi al Millor Primera Pel·lícula                                       |
| Leïla Bekhti i Géraldine Nakache      | Presentadors del premi al Millor actor secundari                                          |
| Cécile Cassel i Étienne Daho          | Presentadors del premi al Millor música escrita per a una pel·lícula                      |
| Laura Smet i Joann Sfar               | Presentadors dels premis Millor llargmetratge d'animació i Millor curtmetratge d'animació |
| Julie Gayet i Denis Podalydès         | Presentadors del premi al Actor més prometedor                                            |
| Marilou Berry i Jean-Paul Gaultier    | Presentadors del premi al Millor Vestuari                                                 |
| Pascal Elbé                           | Presentador del premi al Millor Guió Original                                             |
| Franck Gastambide i Léa Drucker       | Presentadors dels premis al Millor Disseny de producció i Millor Muntatge                 |
| Charlotte Le Bon i Jalil Lespert      | Presentadors del premi al Millor Pel·lícula Documental                                    |
| Marion Cotillard                      | Presentador del César d'honor                                                             |
| Sabrina Ouazani i Félix Moati         | Presentadors del premi al Millor Curtmetratge                                             |
| Céline Sallette i Joey Starr          | Presentadors del premi al Millor actriu secundària                                        |
| Nathalie Baye i Guillaume Canet       | Presentadors del premi al Millor Director                                                 |
| Emilie Dequenne i Lambert Wilson      | Presentadors del premi al Millor pel·lícula estrangera                                    |
| Juliette Binoche i Kristen Stewart    | Presentadors del premi al Millor Actor                                                    |
| Sylvie Testud i Abd al Malik          | Presentadors del premi al Millor Adaptació                                                |
| Guillaume Gallienne                   | Presentadora del premi al Millor Actriu                                                   |
| Dany Boon                             | Presentador del premi al Millor Pel·lícula                                                |

## Desenvolupament
En esdeveniments relacionats, la Medalla d'Or es va atorgar per primera vegada en una cerimònia celebrada a Monnaie de Paris el 19 de gener de 2015. Luc Besson va ser homenatjat per l'Acadèmia per la seva destacada contribució artística i empresarial. al cinema francès durant les últimes 3 dècades.
El 16 de febrer de 2015, en una cerimònia al Four Seasons Hotel George V, Sylvie Pialat, que va produir Timbuktu a través de Les Films du Worso, va rebre el Premi Daniel Toscan du Plantier com a productora de l'any per segon any consecutiu.
Timbuktu va guanyar set premis, inclosos el Millor Pel·lícula i el Millor Director per Abderrahmane Sissako. Altres guanyadors foren Les Combattants amb tres premis, i Yves Saint Laurent, Hipòcrates, Els núvols de Sils Maria, La família Bélier, Diplomacia,  Saint Laurent, La bella i la bèstia, La sal de la terra, Minuscule - La vallée des fourmis perdues, Les Petits Cailloux, La Femme de Rio i Mommy amb un.

## Guanyadors i nominats
Els guanyadors s'indiquen en negreta 
| Millor pel·lícula - Timbuktu d'Abderrahmane Sissako, produït per Sylvie Pialat, Rémi Burah i Etienne Comar - Les Combattants de Thomas Cailley, produït per Pierre Guyard - Eastern Boys de Robin Campillo, produït per Hugues Charbonneau i Marie-Ange Luciani - La família Bélier d'Éric Lartigau, produït per Eric Jehelmann, Philippe Rousselet i Stéphanie Bermann - Saint Laurent de Bertrand Bonello, produït per Éric et Nicolas Altmayer - Hipòcrates de Thomas Lilti, produït per Agnès Vallée i Emmanuel Barraux - Els núvols de Sils Maria d'Olivier Assayas, produït per Charles Gillibert | Millor director - Abderrahmane Sissako per Timbuktu - Céline Sciamma per Bande de filles - Thomas Cailley per Les Combattants - Robin Campillo per Eastern Boys - Thomas Lilti per Hipòcrates - Bertrand Bonello per Saint Laurent - Olivier Assayas per Els núvols de Sils Maria |
| Millor actor - Pierre Niney pel paper de Yves Saint Laurent a Yves Saint Laurent - Romain Duris pels papers de David et Virginia a Une nouvelle amie - Gaspard Ulliel pel paper de Yves Saint Laurent a Saint Laurent - Guillaume Canet pel paper de Franck Neuhart a La prochaine fois je viserai le cœur - Niels Arestrup pel paper du général Dietrich von Choltitz a Diplomàcia - François Damiens pel paper de Rodolphe Bélier a La família Bélier - Vincent Lacoste pel paper de Benjamin Barois a Hipòcrates                                                                                     | Millor actriu - Adèle Haenel pel paper de Madeleine a Les Combattants - Juliette Binoche pel paper de Maria Enders a Els núvols de Sils Maria - Catherine Deneuve pel paper de Mathilde a En un pati de París - Marion Cotillard pel paper de Sandra a Dos dies, una nit - Émilie Dequenne pel paper de Jennifer a Pas son genre - Sandrine Kiberlain pel paper de Muriel Bayen a Elle l'adore - Karin Viard pel paper de Gigi Bélier a La família Bélier |
| Millor actor secundari - Reda Kateb pel paper d’Abdel Rezzak a Hipòcrates - Éric Elmosnino pel paper de Fabien Thomasson a La família Bélier - Jérémie Renier pel paper de Pierre Bergé a Saint Laurent - Guillaume Gallienne pel paper de Pierre Bergé a Yves Saint Laurent - Louis Garrel pel paper de Jacques de Bascher a Saint Laurent | Millor actriu secundària - Kristen Stewart pel paper de Valentine a Els núvols de Sils Maria - Marianne Denicourt pel paper du Dr. Denormandy a Hipòcrates - Claude Gensac pel paper de Marthe a Lulu femme nue - Izïa Higelin pel paper de Manue a Samba - Charlotte Le Bon pel paper de Victoire Doutreleau a Yves Saint Laurent |
| Millor actor revelació - Kévin Azaïs pel paper d'Arnaud Labrède a Les Combattants - Ahmed Dramé pel paper de Malik a La professora d'història - Kirill Emelyanov pels papers de Marek, Rouslan i Paul a Eastern Boys - Pierre Rochefort pel paper de Baptiste Cambière a Un beau dimanche - Marc Zinga pel paper de Régis a Qu'Allah bénisse la France | Millor actriu revelació - Louane Emera pel paper de Paula Bélier a La família Bélier - Lou de Laâge pel paper de Sarah a Respire - Joséphine Japy pel paper de Charlie a Respire - Ariane Labed pel paper d'Alice a Fidelio, l'odyssée d'Alice - Karidja Touré pels papers de Marieme i Vic a Bande de filles |
| Millor pel·lícula estrangera - Mommy de Xavier Dolan • - 12 anys d'esclavitud de Steve McQueen • - Boyhood de Richard Linklater • - Dos dies, una nit de Jean-Pierre i Luc Dardenne • - Ida de Pawel Pawlikowski • - The Grand Budapest Hotel de Wes Anderson • - Kış Uykusu de Nuri Bilge Ceylan • | Millor primera pel·lícula - Les Combattants de Thomas Cailley - Elle l'adore de Jeanne Herry - Fidelio, l'odyssée d'Alice de Lucie Borleteau - Party Girl de Marie Amachoukeli, Claire Burger i Samuel Theis - Qu'Allah bénisse la France de Abd al Malik |
| Millor guió original - Timbuktu – Abderrahmane Sissako i Kessen Tall - Les Combattants – Thomas Cailley i Claude Le Pape - La família Bélier – Victoria Bedos i Stanislas Carré de Malberg - Hipòcrates – Thomas Lilti, Julien Lilti, Baya Kasmi i Pierre Chosson - Els núvols de Sils Maria – Olivier Assayas | Millor guió adaptat - Diplomàcia – Cyril Gély i Volker Schlöndorff, adaptat de la peça de teaatre Diplomàcia de Cyril Gély (coréalisateur du film) - La Chambre bleue – Mathieu Amalric i Stéphanie Cléau, adaptat de la novel·la La Chambre bleue de Georges Simenon - Lulu femme nue – Sólveig Anspach i Jean-Luc Gaget, adaptat del còmic Lulu femme nue d'Étienne Davodeau - Pas son genre – Lucas Belvaux, adaptat de la novel·la Pas son genre de Philippe Vilain - La prochaine fois je viserai le cœur – Cédric Anger, inspirat en l'Afer Alain Lamare i en la novel·la Un assassin au-dessus de tout soupçon d'Yvan Stefanovitch |
| Millor música - Timbuktu – Amine Bouhafa - Bande de filles – Jean-Baptiste de Laubier - Bird People – Béatrice Thiriet - Les Combattants – Lionel Flairs, Benoît Rault, Philippe Deshaies - Yves Saint Laurent – Ibrahim Maalouf | Millor fotografia - Timbuktu – Sofian El Fani - La bella i la bèstia – Christophe Beaucarne - Saint Laurent – Josée Deshaies - Els núvols de Sils Maria – Yorick Le Saux - Yves Saint Laurent – Thomas Hardmeier |
| Millor decorat - La bella i la bèstia – Thierry Flamand - Connexió Marsella – Jean-Philippe Moreaux - Saint Laurent – Katia Wyszkop - Timbuktu – Sébastian Birchler - Yves Saint Laurent – Aline Bonetto | Millor muntatge - Timbuktu – Nadia Ben Rachid - Les Combattants – Lilian Corbeille - Hipòcrates – Christel Dewynter - Party Girl – Frédéric Baillehaiche - Saint Laurent – Fabrice Rouaud |
| Millor so - Timbuktu – Philippe Welsh, Roman Dymny, Thierry Delor - Bande de filles – Pierre André, Daniel Sobrino - Bird People – Jean-Jacques Ferran, Nicolas Moreau, Jean-Pierre Laforce - Les Combattants – Jean-Luc Audy, Guillaume Bouchateau, Antoine Baudouin, Niels Barletta - Saint Laurent – Nicolas Cantin, Nicolas Moreau, Jean-Pierre Laforce | Millor vestuari - Saint Laurent – Anaïs Romand - La bella i la bèstia – Pierre-Yves Gayraud - Connexió Marsella – Carine Sarfati - Une nouvelle amie – Pascaline Chavanne - Yves Saint Laurent – Madeline Fontaine |
| Millor curtmetratge - La Femme de Rio de Emma Luchini i Nicolas Rey - Aïssa de Clément Tréhin-Lalanne - Inupiluk de Sébastien Betbeder - Les Jours d'avant de Karim Moussaoui - Où je mets ma pudeur de Sébastien Bailly - La Virée à Paname de Carine May i Hakim Zouhani | Millor documental - La sal de la terra de Wim Wenders i Juliano Ribeiro Salgado - Caricaturistes, fantassins de la démocratie de Stéphanie Valloatto - Les Chèvres de ma mère de Sophie Audier - La Cour de Babel de Julie Bertuccelli - National Gallery de Frederick Wiseman |
| Millor pel·lícula d'animació - Minuscule - La vallée des fourmis perdues de Thomas Szabo i Hélène Giraud - La cançó del mar de Tomm Moore - Jack et la Mécanique du cœur de Mathias Malzieu i Stéphane Berla | Millor curtmetratge d'animació - Les Petits Cailloux de Chloé Mazlo - Bang Bang ! de Julien Bisaro - La Bûche de Noël de Vincent Patar i Stéphane Aubier - La Petite Casserole d'Anatole d'Eric Montchaud |
| César d'honor - Sean Penn pel conjunt de la seva carrera | Medalla d'or de l'Acadèmia d'Arts i Tècniques Cinematogràfiques Distribuït en el marc i amb l'assistència de la Monnaie de Paris el 19 de gener de 2015. - Luc Besson |